# Willa Hermanna Ippena w Szczecinie
Willa Ippena – zabytkowa willa znajdująca się przy ulicy Piotra Skargi 14 w Szczecinie.
Budynek został wzniesiony dla armatora Hermanna Otto Ippena, projektantem był Gustav Gauss. Prace budowlane rozpoczęły się w drugiej połowie 1927 roku. Początkowo miała to być neobarokowa willa z ozdobnym szczytem fasady, jednak podczas budowy dokonano modyfikacji projektu, znacznie go upraszczając. Budowę ukończono w październiku 1928 roku, odbiór miał natomiast miejsce w styczniu następnego roku. Utrzymana w modernistycznej formie z elementami neobaroku willa otoczona jest wysokim murem oporowym.
W latach 30. XX wieku właścicielem willi stało się miasto. W 1935 roku przekazano ją na mieszkanie służbowe generałowi Johannesowi Blaskowitzowi, wówczas dowódcy II Korpusu Armijnego w Szczecinie. Pozostał on jej formalnym właścicielem do końca II wojny światowej, pomimo iż później przebywał już poza miastem. W 1945 roku obiekt zajęła armia radziecka. Następnie mieścił się tu konsulat ZSRR (1948–1960 i 1971–1991), a następnie Federacji Rosyjskiej (1991–1998). W 1998 roku w willi znalazł swoją siedzibę Północno-Zachodni Oddział Regionalny Powszechnego Banku Kredytowego. W 1999 roku budynek przeszedł generalny remont. W 2009 roku w willi ulokowano Oddziałowe Biuro Edukacji Publicznej szczecińskiego oddziału Instytutu Pamięci Narodowej oraz Oddziałową Komisję Ścigania Zbrodni przeciwko Narodowi Polskiemu.